# Cremastra appendiculata
Cremastra appendiculata là một loài thực vật có hoa trong họ Lan. Loài này được (D.Don) Makino mô tả khoa học đầu tiên năm 1904.

## Hình ảnh

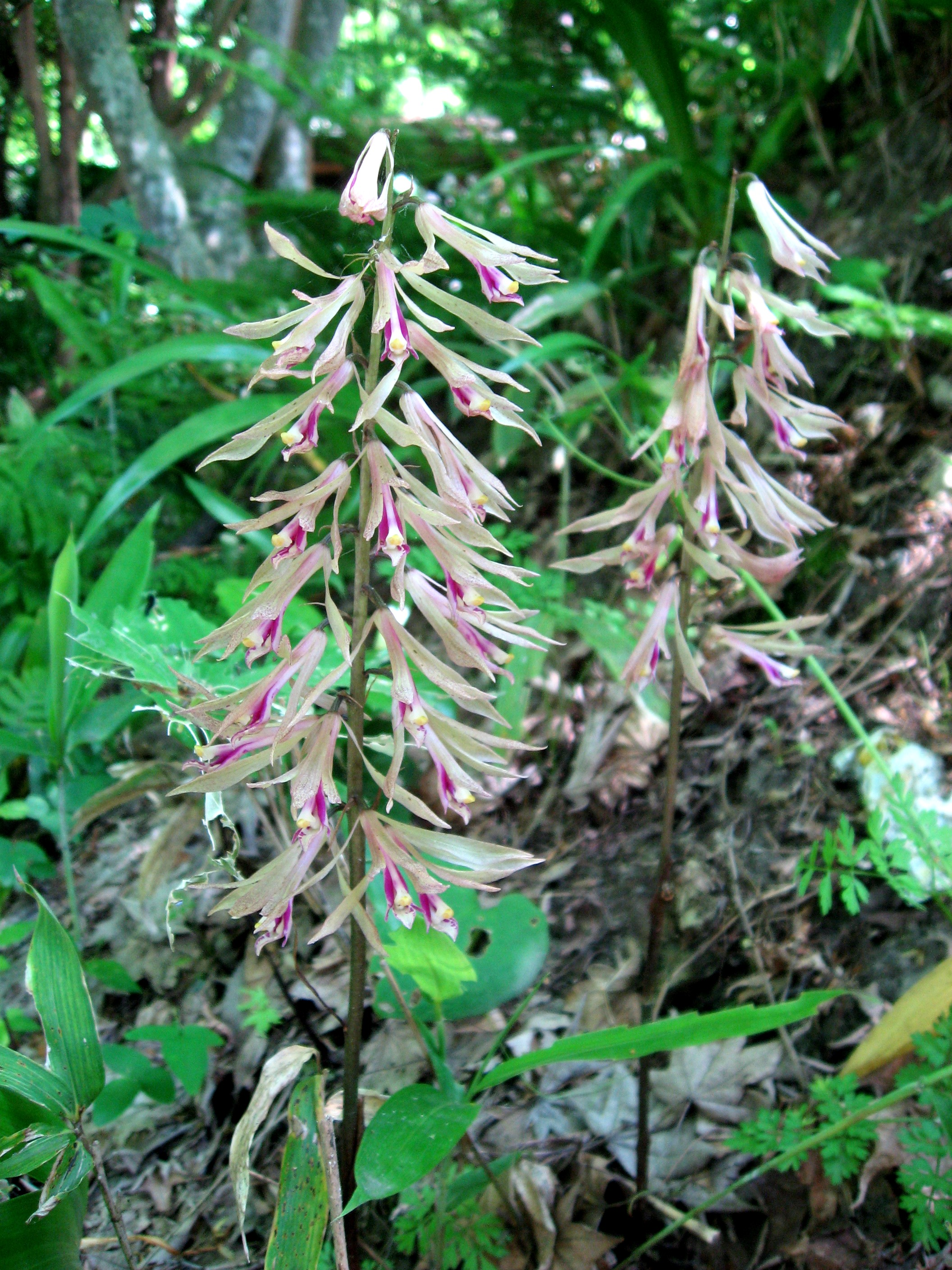